# Eleição municipal de Guarulhos em 1988
A eleição municipal de Guarulhos realizou-se em 15 de novembro de 1988. O prefeito titular era Oswaldo de Carlos do PMDB. Paschoal Thomeu do PMDB foi eleito em turno único.

## Resultado da eleição

### Turno único
| Candidatos a prefeito   | Candidatos a vice-prefeito | Número | Coligação            | Votos  | Válidos |
| ----------------------- | -------------------------- | ------ | -------------------- | ------ | ------- |
| Paschoal Thomeu PMDB    |                            | 15     | PMDB                 | 89.512 | 36,73%  |
| Walter Luongo PTB       |                            | 14     | PTB / PDS / PFL / PJ | 71.951 | 29,52%  |
| Edson Albertão PT       |                            | 13     | PT/PCB               | 52.119 | 21,39%  |
| Francisco de Almeida PL |                            | 22     | PL                   | 19.033 | 7,81%   |
| Deonizio Fernandes PV   |                            | 43     | PV                   | 6.099  | 2,50%   |
| Suzana Malecka PCN      |                            | 31     | PCN                  | 4.976  | 2,04%   |